# Liste der Bodendenkmäler in Overath
Die folgende Liste enthält die offiziellen Bodendenkmäler auf dem Gebiet der Stadt Overath, Rheinisch-Bergischer Kreis, Nordrhein-Westfalen (Stand: Juni 2011)
| lf. Nummer | Bezeichnung des Denkmales         | Lage                                                           | Foto               |
| ---------- | --------------------------------- | -------------------------------------------------------------- | ------------------ |
| 1          | Mittelalterliche Landwehr         | nordöstlich von Federath                                       |                    |
| 2          | Mittelalterlicher Ringwall        | Overath-Burg                                                   | Überreste Ringwall |
| 3          | Wasserburgruine Bernsau           | Overath-Hammermühle                                            |                    |
| 4          | Abschnittsbefestigung             | westl. Keppler Burg, Overath-Vilkerath                         |                    |
| 5          | Wall auf dem sog. Burgkopf        | südl. Unterauel, Overath-Untereschbach                         |                    |
| 6          | Bergbaugebiet Lüderich            | südöstlich von Overath-Untereschbach bis Rösrath-Hoffnungsthal |                    |
| 7          | Wehr und Wasserversorgungsstollen | Overath-Unterbrombach                                          |                    |